# Baraem
Baraem (in arabo براعم‎?; in italiano "germoglio") è un canale televisivo qatariota pensato per i bambini in età prescolare.

## Storia

Il primo logo dell'emittente, adottato dal 2009 fino al 2016.

L'emittente è stato lanciato il 16 gennaio 2009 come joint venture tra la Qatar Foundation (che possedeva il 90% del canale) e la Al Jazeera Media Network (che ne deteneva il restante 10%).  
L'aspetto grafico del canale è stato progettato da Radiant Studios, che ha realizzato anche il nuovo design grafico per il canale Jeem TV, ad allora Al Jazeera Children's Channel, lanciato lo stesso giorno. 
Il primo logo adottato dal 2009 fino al 2016 prevedeva delle scritte più ridotte e meno tridimensionali ed inoltre, nell'angolo in alto a destra, un pesce rosso a forma di supercerchio.
L'obiettivo del canale televisivo, che trasmette in chiaro per 17 ore al giorno, è quello di educare il pubblico giovane e facilitarne l'interazione con il mondo circostante. Trasmetteva dai satelliti Arabsat, Nilesat e Hot Bird, ma tuttora si riceve nel mondo arabo senza pubblicità, e precedentemente in Europa. Le trasmissioni europee iniziarono il 1° novembre 2012.
Nello specifico, in Italia, poteva essere seguito dalla piattaforma satellitare Sky al canale 691, e poteva essere seguito in Francia su CanalSat.
Lo scopo dichiarato dei programmi trasmessi e del sito web interattivo è quello di ausiliare nei compiti formativi i genitori e gli educatori dei bambini di lingua araba.
Il canale, in passato, era maggiormente finanziato dalla Qatar Foundation ed era gestito da Al Jazeera Children's Channel, il canale dei bambini di Al Jazeera. Ma il 15 giugno 2013 è stato annunciato che Al Jazeera avrebbe acquisito le quote della Qatar Foundation in JeemTV e Baraem.
Dal 1º aprile 2016 erano terminate le trasmissioni di Baraem su Nilesat, Arabsat, Hot Bird e Eurobird, rimanendo disponibile sulla piattaforma a pagamento qatariana BeIN.
Il 1º gennaio 2017, 15 giorni prima dell'ottavo anniversario del canale, è stato introdotto un nuovo look, che ha coinciso con l'unificazione del logo di tutti i canali beIN. Questo nuovo design è stato creato internamente da beIN.
Il nuovo logo ricevette quindi un aggiornamento in 3D, che lo rese ancora più vivace. Il pesce rosso al suo lato è stato rimosso.
Questa volta, le creature stilizzate con forme arrotondate sono stati sostituite da animali generiche che interagiscono tra loro, culminando con il nuovo logo di Baraem. Il jingle è rimasto lo stesso, ma è cantato in modo leggermente diverso.
Il 1º giugno 2018, l'emittente chiude la sua versione europea FTA, chiudendo quindi anche in Italia con Sky, assieme al canale affiliato, Jeem TV.

## Palinsesto (parziale)
- Meees (Al Maaa Family)
- Anbar Show
- Animali Meccanici
- Ba-Ba
- Banane in Pigiama (remake con attori del 1992)
- Banane in Pigiama (nuova serie del 2011)
- Bigfoot Presents: Meteor and the Mighty Monster Trucks
- Boom & Reds
- Clifford
- Charlie e Lola
- Chuggington
- City of Friends
- Eroi della Città
- Fafa
- Get Squiggling
- Il formidabile mondo di Bo
- Il gatto col cappello (serie animata 2010)
- Il mondo di Benjamin
- Insieme a Rosie
- La foresta dei sogni
- La Giostra Magica (The Magic Roundabout)
- Loopdidoo
- Mamma Mirabelle
- Math Fun with Ria
- Milo
- My Big Big Friend
- Musti
- Nan and Lili
- Papà castoro
- Piccolo grande Timmy
- Pororo
- Sam il Pompiere (terza serie, 2008)
- Sid the Science Kid
- Tila Wa Toula
- Tinga Tinga Tales
- Tre gemelle e una strega
- Van Dogh
- Waybuloo
- Wow! Wow! Wubbzy!
- Zigby